# Liste der Einträge im National Register of Historic Places im Bates County

Lage des Bates Countys in Missouri

Die Liste der Einträge im National Register of Historic Places im Bates County in Missouri führt die Bauwerke und historischen Stätten im Bates County auf, die in das National Register of Historic Places aufgenommen wurden.
| [ 3 ] | Name                                      | Bild                                      | Eintragsdatum        | Lage                                                                                    | Ort                        | Beschreibung |
| ----- | ----------------------------------------- | ----------------------------------------- | -------------------- | --------------------------------------------------------------------------------------- | -------------------------- | ------------ |
| 1     | Bates County Courthouse                   | Bates County Courthouse                   | 2001 ID-Nr. 01000684 | 1 North Delaware 38° 15′ 28″ N, 94° 21′ 19″ W                                           | Butler                     |              |
| 2     | Hudson City School                        |                                           | 2002 ID-Nr. 02001110 | An der Grenze zum St. Clair County, nördlich der MO 52 38° 12′ 12″ N, 94° 5′ 25″ W      | westlich von Appleton City |              |
| 3     | Palace Hotel                              |                                           | 2002 ID-Nr. 02000795 | 2-4 West Ohio Street 38° 15′ 31″ N, 94° 19′ 54″ W                                       | Butler                     |              |
| 4     | Papinville Marais des Cygnes River Bridge | Papinville Marais des Cygnes River Bridge | 2002 ID-Nr. 02001192 | Brücke der County Road 648 über den Marais des Cygenes River 38° 4′ 6″ N, 94° 13′ 54″ W | Papinville                 |              |